# Hipomanganato

Estrutura do íon hipomanganato

Em química, o hipomanganato, também chamado de manganato (V) ou tetraoxidomanganato (3−), é um ânion trivalente composto por manganês e oxigênio, com fórmula {\displaystyle {\ce {MnO4^3-}}}.
Os hipomanganatos são geralmente azul-brilhantes. O hipomanganato de potássio ({\displaystyle {\ce {K_3MnO_4}}}) é o mais conhecido, mas o hipomanganato de sódio ({\displaystyle {\ce {Na_3MnO_4}}}), o hipomanganato de bário ({\displaystyle {\ce {Ba_3(MnO_4)_2}}}) e o hipomanganato duplo de bário e potássio ({\displaystyle {\ce {BaKMnO_4}}}) também são conhecidos. O ânion pode substituir o fosfato ({\displaystyle {\ce {PO_4^{3-}}}}) em variantes sintéticas dos minerais apatita e brownmillerita.

## História
O ânion hipomaganato foi relatado pela primeira vez em 1946 por Hermann Lux, que sintetizou o hipomanganato de sódio — sal intensamente azul — pela reação de óxido de sódio ({\displaystyle {\ce {Na_2O}}}) e dióxido de manganês ({\displaystyle {\ce {MnO_2}}}) em nitrito de sódio fundido ({\displaystyle {\ce {NaNO_2}}}) a 500°C. Ele também cristalizou o sal a partir de soluções concentradas (50%) de hidróxido de sódio, como o sal decahidratado {\displaystyle {\ce {Na_{3}MnO_{4}\cdot 10H_{2}O}}}.

## Estrutura e propriedades
O íon hipomanganato é um oxoânion tetraédrico estruturalmente semelhante ao sulfato, ao manganato e ao permanganato. Como o esperado para um complexo tetraédrico com configuração eletrônica terminada em d2, o ânion tem um estado fundamental tripleto.
Os sais de hipomanganato têm uma coloração azul brilhante com um máximo de absorção visível no comprimento de onda λmax = 670 nm (ε = 900 L mol−1 cm−1).

## Estabilidade
O hipomanganato sofre desproporcionamento espontâneo a manganato (VI) e dióxido de manganês. Seguem essas semirreações e seus potenciais de eletrodo estimados em pH 14:
{\displaystyle {\ce {{MnO4^{2-}}+e^{-}<=>MnO4^{3-}\qquad E=+0,27V}}}
{\displaystyle {\ce {{MnO4^{3-}}+{e^{-}}+2\ H_{2}O<=>{MnO2}+4\ OH^{-}\qquad E=+0,96V}}}
No entanto, a reação é lenta em soluções muito alcalinas (com concentração de {\displaystyle {\ce {OH-}}} acima de 5–10 mol/L).
Acredita-se que o desproporcionamento tenha um intermediário protonado envolvido no seguinte equilíbrio:
{\displaystyle {\ce {HMnO4^{2-}<=>{MnO4^{3-}}+{H+}\qquad pK_{a}=13,7\pm 0,2}}}
No entanto, {\displaystyle {\ce {K3MnO4}}} foi cocristalizado com {\displaystyle {\ce {Ca2Cl(PO4)}}}, o que permitiu o estudo do espectro UV-visível do íon hipomanganato.

## Preparo
Os hipomanganatos podem ser produzidos pela redução cuidadosa de manganatos com sulfito, peróxido de hidrogênio ou mandelato.
Os hipomanganatos também podem ser preparados pelo método do estado sólido sob fluxo de {\displaystyle {\ce {O2}}} a cerca de 1000 °C. Eles também podem ser preparados por meio de rotas de baixa temperatura, como síntese hidrotérmica ou crescimento de fluxo.

## Usos
O fluoreto vanadato de estrôncio ({\displaystyle {\ce {Sr5(VO4)3F}}}) com algumas unidades de {\displaystyle {\ce {V^5+}}} substituídas por {\displaystyle {\ce {Mn^5+}}} tem sido investigado para potencial uso em lasers no infravermelho próximo.
O sal de bário {\displaystyle {\ce {Ba3(MnO4)2}}} tem propriedades magnéticas interessantes.

## Compostos relacionados
Em teoria, o hipomanganato seria a base conjugada do ácido hipomangânico ({\displaystyle {\ce {H3MnO4}}}). Esse ácido não pode ser formado devido ao seu rápido desproporcionamento, mas sua terceira constante de acidez (a mesma do equilíbrio do intermediário supracitado) foi estimada por técnicas de radiólise de pulso:
{\displaystyle {\ce {HMnO4^{2-}<=>{MnO4^{3-}}+{H+}\qquad pK_{a}=13,7\pm 0,2}}}
Acredita-se que os ésteres cíclicos do ácido hipomangânico sejam intermediários na oxidação de alcenos pelo permanganato.